# Cameron Boyce
Cameron Boyce (Los Angeles, 28 de maio de 1999 – Los Angeles, 6 de julho de 2019) foi um ator, cantor, dançarino e dublador estadunidense, conhecido por estrelar filmes como Mirrors e ter aparecido em Eagle Eye, ambos de 2008. Boyce também apareceu no vídeo musical "That Green Gentleman (Things Have Changed)" da banda Panic! at the Disco como o mini Ryan Ross, e no vídeo musical "Almost (Sweet Music)" do cantor Hozier. Boyce morreu aos 20 anos, ao ter um ataque de epilepsia enquanto dormia. Também participou do clipe "Whip My Hair", da cantora Willow Smith. Cameron é mais conhecido por interpretar Luke Ross em Jessie, série que foi exibida pela Disney Channel, e por sua interpretação no filme Descendants, tendo também executado o papel de Conor em Gamer's Guide to Pretty Much Everything.

## Biografia
Cameron Boyce nasceu e viveu na área de Los Angeles com seus pais Libby Boyce e Victor Boyce, e sua irmã mais nova Maya Boyce. Seu pai é afro-americano, de ascendência afro-caribenha e afro-americana. Sua mãe, que é branca, é judia. Sua avó paterna, Jo Ann (Allen) Boyce, foi uma dos "Clinton Twelve", que foram os primeiros afro-americanos a frequentar uma escola secundária integrada no sul dos Estados Unidos, em 1956, conforme ordenado por Brown v. Board of Education.
Fora um talentoso dançarino e seu estilo favorito de dança era o break, e tinha um grupo de dança chamado X Mob, onde também era conhecido como Truth, por isso o nome de suas fãs, "truthanators".

## Morte
Cameron Boyce morreu aos 20 anos de idade em Los Angeles, Califórnia, na noite de 6 de julho de 2019, durante o sono devido a uma convulsão, resultado de uma condição médica preexistente e crónica, a epilepsia, da qual estava sendo tratado. "O mundo agora está, sem dúvida, sem uma de suas mais brilhantes luzes, mas o seu espírito viverá como reflexo da bondade e da compaixão", acrescentou a família.

## Filmografia

### Televisão
| Ano       | Título                                  | Papel                         | Notas                                               |
| --------- | --------------------------------------- | ----------------------------- | --------------------------------------------------- |
| 2008      | General Hospital: Night Shift           | Michael 'Stone' Cates Jr. Glu | 7 episódios                                         |
| 2010      | The Legion of Extraordinary Dancers     | Jasper James jovem            | (Temporada 2, Episódio 7)                           |
| 2011      | Good Luck, Charlie!                     | Gabe falso                    | 1 episódio                                          |
| 2011      | Shake It Up                             | Dançarino                     |                                                     |
| 2011-2015 | Jessie                                  | Luke Ross                     | Elenco principal                                    |
| 2011-2016 | Jake and Neverland Pirates              | Jake                          | Protagonista                                        |
| 2012      | Austin & Ally                           | Luke Ross                     | (Temporada 2, Episódio 6)                           |
| 2014      | Ultimate Spider-Man: Web Warriors       | Luke Ross                     | Voz (Temporada 3, Episódio 21)                      |
| 2015      | Liv and Maddie                          | Craig / Krahgg                | (Temporada 2, Episódio 17)                          |
| 2015-2017 | Descendants: Wicked World               | Carlos de Vil                 | Voz                                                 |
| 2015-2017 | Gamer's Guide to Pretty Much Everything | Conor                         | Protagonista                                        |
| 2016      | Bunk'd                                  | Luke Ross                     | (Temporada 1, Episódio 12; Temporada 2, Episódio 6) |
| 2016      | Code Black                              | Brody                         | (Temporada 1, Episódio 17)                          |
| 2017      | Spider-Man                              | Herman Schultz / Shocker      |                                                     |
| 2019      | Mrs. Fletcher                           | Zach                          | Elenco principal                                    |
| 2020      | Paradise City                           | Simon                         | Elenco Principal                                    |

### Filmes
| Ano  | Título Original                      | Título (Brasil)                | Papel          | Notas         |
| ---- | ------------------------------------ | ------------------------------ | -------------- | ------------- |
| 2008 | Mirrors                              | Espelhos do Medo               | Michael Carson |               |
| 2008 | Eagle Eye                            | Controle Absoluto              | Sam Holloman   |               |
| 2009 | The 7th Annual TV Land Awards        |                                |                | Jimmy para TV |
| 2010 | Grown Ups                            | Gente Grande                   | Keithie Feder  |               |
| 2011 | Game on                              |                                | Player dois    |               |
| 2011 | Judy Moody and the Not Bummer Summer | Judy Moody em Férias Incríveis | Caçador        |               |
| 2013 | Grown Ups 2                          | Gente Grande 2                 | Keithie Feder  |               |
| 2015 | Bare Knuckle Days                    |                                | Harold         |               |
| 2015 | Descendants                          | Descendentes                   | Carlos de Vil  | Protagonista  |
| 2017 | Descendants 2                        | Descendentes 2                 | Carlos de Vil  | Protagonista  |
| 2019 | Descendants 3                        | Descendentes 3                 | Carlos de Vil  | Protagonista  |
| 2021 | Runt                                 |                                |                | Protagonista  |

## Discografia

### Singlespromocionais
| Título                                                                  | Ano  | Álbum                    |
| ----------------------------------------------------------------------- | ---- | ------------------------ |
| "Rotten to the Core" (com Dove Cameron, Booboo Stewart, e Sofia Carson) | 2015 | Descendants Soundtrack   |
| "Ways to be wicked" (com Dove Cameron, Booboo Stewart, e Sofia Carson)  | 2017 | Descendants 2 Soundtrack |